# زنوبیا
زنوبیا (آرامی تدمری: 𐡡𐡶𐡦𐡡𐡩 «بَت‌زَبایْ»، یونانی: Ζηνοβία‎)، زادهٔ ۲۴۰ میلادی – مرگ پس از سال ۲۷۴ میلادی) ملکه پالمیرا، همسر اذینه شاه تدمر (پالمیرا) بود که بر ضد روم شورید و آسیای کوچک و مصر را به متصرفاتش افزود.
در زبان آرامی او را با نام پدرش بت زباء یعنی دختر زباء می‌خوانده‌اند اما در عربی او را با نام خودش زینب یا زنوبیا می‌شناختند. در لاتین او را یولیا اورلیا زنوبیا (Julia Aurelia Zenobia) خوانده‌اند. زنوبیا یکی از جنگجویان و فاتحان زمان خود بود و در طول جنگ‌های شوهرش در کنار وی بود و بعد از مرگ همسرش برای پسرش وهب اللات (وابالاتوس) نایب السلطنه بود و در طول سلطنت خود به عنوان نایب امپراتوری سراسر قدرت را به تنهایی به صورت دفاکتو در دست داشت.

## زندگی
اذینه یا به رومی اودیناتوس شاه بومی تدمر و زیردست امپراتور روم شمرده می‌شد و حتی به هواخواهی از رومیان با شاپور یکم جنگیده‌بود؛ ولی سرانجام سر از فرمان رومیان پیچید و پادشاهی مستقل را بنیاد نهاد. زنوبیا همسر دوم اودیناتوس بود که با مرگ شوهر در ۲۶۷ میلادی فرماندهی شورش را به دوش کشید و به زودی بر قلمرو آسیایی روم و نیز بر مصر دست یافت. با گشودن اسکندریه در سال ۲۷۰ میلادی وی پسرش وهب‌اللات (به لاتین وابالاتوس) را پادشاه خواند. همچنین تناگینو پروبوس فرماندار رومی مصر را که کوشید دوباره بر مصر دست یازد پس از شکست دادن گردن زد. سرانجام اورلیانوس امپراتور روم با لشکرکشی به تدمر شورش زنوبیا را در هم شکست، تدمریان را کشتار نمود و زنوبیا و پسرش را به بند کشید و آنها را در نزدیکی رم به صورت گروگان نگه‌داشت. دربارهٔ سرنوشت او گفته‌های چندی‌است. گفته شده که در روم او را به زنجیر کشیده‌اند. دربارهٔ چگونگی مردنش هم به همین سان داستان‌ها ناهمگون‌اند. مرگ او را بر اثر گرسنگی، بیماری یا سر بریدن به دستور اورلیانوس نوشته‌اند و حتی برخی گفته‌اند که مورد توجه امپراتور قرار گرفت و همنشینش گشت.
خاستگاه نژادی او به درستی دانسته نیست و او را عرب، آرامی یا قبطیتبار انگاشته‌اند. وی زادهٔ پالمیر (تَدمُر) در سوریه کنونی بود.